# Despetal
Despetal település Németországban, azon belül Alsó-Szászország tartományban. Lakosainak száma 1286 fő (2014. január 2.). Despetal Hildesheim és Betheln községekkel határos.

## Népesség
A település népességének változása:

| 2014 | 1 286 |